# Trichillum cordobense
Trichillum cordobense là một loài bọ cánh cứng trong họ Bọ hung (Scarabaeidae).